# Wilhelm-Ostwald-Gymnasium
Das Wilhelm-Ostwald-Gymnasium (kurz: WOG, auch Wilhelm-Ostwald-Schule) ist ein staatliches Gymnasium mit mathematisch-naturwissenschaftlichem Profil in Leipzig.

## Geschichte
1985 wurden an der damaligen EOS Humboldt zwei Spezialklassen (Klassenstufe 9) mit insgesamt 37 Schülern gegründet. Zwei Jahre später zog die Schule in ein Schulgebäude der ehemaligen 55. POS „Bertolt Brecht“ in Lößnig im Leipziger Süden.
Im Jahr 1989 bekam die Schule ihren heutigen Namen. Unter Anwesenheit der Wilhelm-Ostwald-Enkelin Gretel Brauer wurde die offizielle Namensurkunde übergeben und die Büste enthüllt, die bis heute im Foyer der Schule zu finden ist. Die Schule erhielt 1992 den Status eines Gymnasiums. Ein angrenzendes Schulgebäude der ehemaligen 53. POS „Johannes R. Becher“ wurde in die Nutzung des Gymnasiums mit einbezogen. Im Jahr 1994 wurde das mathematisch-naturwissenschaftliche Profil vom Sächsischen Staatsministeriums für Kultus in Dresden bestätigt.
2007 erhielt das Gymnasium den 1. Preis im Bereich „Individuelle Förderung“ im Wettbewerb „Schule des Jahres“ der Studentenzeitschrift Unicum. 2011 zeichnete die Karg-Stiftung für Hochbegabungsförderung das Gymnasium mit dem Karg-Preis aus.

## Standort und Architektur
Das Schulgelände befindet sich im südlich des Leipziger Stadtzentrums gelegenen Stadtteils Lößnig, am Rande des Erholungspark Lößnig-Dölitz. Die direkte Umgebung der Schule ist ein in Plattenbauweise errichtetes Neubauquartier, das durch elfgeschossige Wohnscheiben geprägt ist. Die Schule verfügt über zwei Schulgebäude, eine Turnhalle und einen Sportplatz. Die Schulgebäude sind Typenschulbauten.
2007 wurde die Sanierung des Gymnasiums beschlossen. Die Arbeiten wurden 2009 bis 2011 durchgeführt und betrafen das gesamte Schulgelände, zwei Schulgebäude, die Turnhalle und die Außenanlagen. Laut Bürgermeister Thomas Fabian befanden sich „beide Schulgebäude und die Sporthalle in der Willi-Bredel-Straße […] im unsanierten Originalzustand von 1972. Mängel im Brandschutz, Wärmeschutz, Schallschutz, Sonnenschutz sowie eine veraltete Haustechnik machen eine grundlegende Sanierung notwendig“. Neben der Sanierung wurden die Gebäude um einen Zwischenbau mit Mensa-/Aulafunktion erweitert.

## Schulisches Profil
Aufgrund des vertieften Unterrichts in mathematisch-naturwissenschaftlichen Fächern findet ein Eignungstest statt, an dem alle Schüler mit Empfehlung fürs Gymnasium teilnehmen können. Maximal 96 (üblicherweise jedoch 72) Schüler eines jeden Jahrgangs können aufgrund begrenzter Kapazitäten aufgenommen werden.
Ein Jahrgang der Sekundarstufe I besteht in der Regel aus drei Klassen, jeweils ein Jahrgang ist vierzügig (zuletzt 2018/19). Die Klassenstärke beträgt normalerweise maximal 24 Schüler.
Anders als an anderen sächsischen Schulen belegen die Schüler verpflichtet drei Leistungskurse statt der üblichen zwei. Des Weiteren muss Mathematik als Leistungskurs angewählt werden. Im Abitur muss mindestens Mathematik als Leistungskursprüfung abgelegt werden.
Um die Schüler auf das Verfassen wissenschaftlicher Arbeiten vorzubereiten, besteht die Pflicht eine wissenschaftlich-praktische Arbeit zu verfassen, die als Besondere Lernleistung (BeLL) ins Abitur eingebracht werden kann. Diese Arbeit wird als „Forschungsjahr“ in der 11. Klasse erbracht.
Ab dem Schuljahr 2008/2009 konnte man auf Grundlage einer Entscheidung des Bildungsministeriums in Sachsen keinen Biologieleistungskurs mehr absolvieren. Als eines der wenigen Gymnasien erhielt das WOG aber eine Ausnahmeregelung und war dadurch nicht von dieser Regelung betroffen. Seit dem Schuljahr 2017/2018 ist die Einrichtung eines Leistungskursfaches Biologie wieder sachsenweit möglich.

## Außerschulische Angebote
An der Schule befindet sich seit 2000 ein Chapter der Technology Student Association (TSA). Jedes Jahr fliegt eine Mannschaft, bestehend aus etwa acht Schülern und zwei Lehrern in die USA, um an der National Conference teilzunehmen und die Forschungs- und Arbeitsergebnisse des vergangenen Jahres zu präsentieren.
Die Schule besitzt einen großen Schülerchor. Im Sportbereich gibt es regelmäßige Sport-AGs. Schüler nehmen an Sportwettbewerben wie „Jugend trainiert für Olympia“ oder dem jährlichen Schülermarathon statt, bei dem die Schule mehrmals den ersten Platz erringen konnte.
Seit mehreren Jahren wird ab Klasse 9 eine bilinguale Chemie-AG angeboten.
Außerdem hat die Schule einen eigenen Schulclub, in dem sich die Schüler in den Pausen und nach dem Unterricht aufhalten können. Um den Schulclub zu organisieren, können Schüler im gleichnamigen Ganztagsangebot den Schulclub mitgestalten.